# Matthew Baines
Matthew Talbot Baines (ur. 17 lutego 1799, zm. 22 stycznia 1860) – brytyjski prawnik i polityk, członek stronnictwa wigów, minister w rządach lorda Johna Russella, lorda Aberdeena i lorda Palmerstona.
Był najstarszym synem Edwarda Bainesa. Wykształcenie odebrał w Trinity College na Uniwersytecie Cambridge. Studia ukończył w 1820 r. Pięć lat później rozpoczął praktykę adwokacką. W 1841 r. został Radcą Królowej.
W 1847 r. został wybrany do Izby Gmin jako reprezentant okręgu Kingston upon Hull. W latach 1852–1859 reprezentował okręg wyborczy Leeds. W latach 1849–1852 i 1852–1855 był przewodniczącym Rady Praw Ubogich. W latach 1855–1858 był Kanclerzem Księstwa Lancaster. Od 1857 r. był członkiem gabinetu.
Baines wycofał się z czynnego życia publicznego w 1859 r. z powodu złego stanu zdrowia. Zmarł rok później.